# Kadašman-Enlil I.
Kadašman-Enlil I., z druhé babylonské dynastie (podle původu zvané kassitská), byl králem Babylónu mezi lety 1374 př. n. l. a 1360 př. n. l., starší syn Kurigalza I. Podobně jako jeho předchůdci používal titul Král veškerenstva, který napovídá o jeho vztahu k hegemonii v oblasti Mezopotámie.
Byl současníkem egyptského faraona Amenhotepa III., se kterým byl v kontaktu. Dokazují to tabulky z kolekce tzv. amarnské korespondence. Kadašman-Enlil I. je uváděn jako autor minimálně tří tabulek z této rozsáhlé sbírky. Podle těchto údajů Kadašman-Enlil I. vládl v první polovině 14. století př. n. l.
Jeho nástupcem na trůnu se stal obecně mnohem známější Burna-Buriaš II., jehož korespondence s egyptským faraonem je taktéž součástí amarnských tabulek.

### Externí Odkazy
- Dopisy Kadašman-Enlila I. Amenhotepovi III. (Anglicky)

| Kassitští králové Babylonu | Kassitští králové Babylonu            | Kassitští králové Babylonu |
| -------------------------- | ------------------------------------- | -------------------------- |
| Předchůdce: Kurigalzu I.   | 1374–1360 př. n. l. Kadašman-Enlil I. | Nástupce: Burna-Buriaš II. |